# Naturisme
Naturisme er betegnelse for en livsstil, hvor det er socialt accepteret at være nøgen – også i situationer, hvor det omgivende samfund foretrækker påklædthed evt. i form af badetøj, bikini etc. og det modsætningsvise burkini

## Historie
Den organiserede naturisme begyndte omkring år 1900 som en sundheds- og reformbevægelse til fremme af et naturligt syn på menneskets legeme, dels under indtryk af, at videnskaben havde påvist sollysets gavnlighed for kroppen, dels som en reaktion på, hvad der ansås som forsømmelse af legemets naturlighed i 1800-tallet. Naturistbevægelsen bygger til dels på tanker fra oplysningstidens tænkere.
Naturismen var tidligere en udpræget sundhedsbevægelse, der kombinerede nøgenheden med idrætsudøvelse, kostregler og forbud mod nydelsesmidler, en udøvelse, der i dag kun er reguleret i foreningen Nordisk Solsport. I de senere årtier har bevægelsen i højere grad været præget af en dyrkelse af afslapning og velvære, der lægger mere vægt på accept af legemet.
Naturisme har også tidligere været kendt som solsport.

## Naturisme vs nudisme vs nøgenbadere
Naturisme har tidligere været kendt som nudisme. Betegnelsen er nu delvis gået af brug, og selvom betegnelsen fortsat er brugt blandt ikke-naturister, hersker der blandt naturister delte meninger om, hvorvidt ordet er synonymt med naturisme eller betegner forskelle i ideologi eller praksis hos udøverne. Nogle mener at naturister er nøgne, når de finder det naturligt, mens nudister er nøgne, når de ikke er nødt til at have tøj på. Det er sikkert et svært verificertbart udsagn. Formentligt er der kun geografiske forskelle på hvilket af begreberne der er mest anvendt. [kilde mangler]
Den Internationale Naturistføderation bruger dog begreberne synonymt, hvilket også er tilfældet i amerikansk engelsk.
Ikke foreningsbaserede betragter sig vel blot som nøgenbadere.
Der er i Danmark ifølge Politimesterforeningens opfattelse ikke hjemmel til at stille krav om, at nøgenbadning kun må finde sted inden for bestemte områder, men det er en forudsætning, at badningen foregår på en måde, som ikke er i strid med ordensbekendtgørelsens § 3, stk. 2, ifølge hvilken det er forbud "at udvise uanstændig eller anstødelig opførsel, der er egnet til at forulempe andre eller vække offentlig forargelse". Foreningen Danske Naturister forklarer, at "[d]enne fortolkning er en videreførelse af Justitsministeriets beslutning fra 1976 om at nøgenbadning og solbadning på stranden uden tøj ikke i sig selv kan anses for at være uanstændig opførsel."

## Lovgivning
Der findes ingen lov i Danmark der direkte fastsætter, hvor og hvornår man må være nøgen. Der er kun meget få begrænsninger -  fx er det generelt tilladt at bade nøgen på stranden.

## Svømmehaller
En del svømmehaller over hele landet har regelmæssigt arrangementer med naturistsvømning i vinterhalvåret.
Den gamle badeanstalt Sjællandsgade Bad har flere gange ugentligt, åbningstider - fælles for begge køn - hvor badetøj er valgfrit / frivilligt.

## Kunst
I utallige år har nøgenhed været en naturlig del af kunst.
historisk som det eksempelvis ses med skulpturer på Ny Carlsberg Glyptotek eller danske malere som C.W. Eckersberg og Vilhelm Hammershøi
over croquis tegning efter nøgenmodel
til samtidskunst som eksempelvis følgende:
I 2016 bidragede den danske fotograf Mathilde Grafström med udstillingen "Female Beauty". Det var kulturminister Bertel Haarder der klippede snoren og holdt åbningstalen på Nytorv I København.
Den norsk baserede koreograf Mia Habib bidragede ligeledes i 2016 med danse forestillingen "A song to" med mange professionelle dansere og endnu mange flere statister - alle nøgne - i  Dansehallerne under Ice Hot Nordic Dance Platform.

## Andre Europæiske lande
Lande som Tyskland, Frankrig, Spanien og Kroatien har en stærk kultur indenfor naturisme.
Tyskland måske især kendt for nøgenhed i spa- og saunaområder i svømmehaller og wellness områder.
Frankrig bl.a. kendt for Cap d'Agde.
Spanien har utallige nøgenbade strande - i Barcelona finder man Mar Bella - de Balariske øer er kendt for nøgenbadning, især Formentera.
Kroatien har bl.a. sejlture af en uges varighed eller mere, hvor nøgenhed på båden og de steder hvor båden lægger til ved strande er almindeligt.

## Frisind
Frisind er en af de 10 værdier nævnt i Danmarkskanonen.

## Sociale medier og naturisme
Ordsproget et billede siger mere end 1.000 ord gælder på ingen måde naturisme og lidt nøgen hud på de sociale medier som begrænser ytringsfriheden meget hvad dette angår.

## Køns- og aldersfordeling
Så vidt vides findes ingen offentligt tilgængelige statistikker omkring køns- og aldersfordeling blandt naturister i DK ligesom foreningerne desværre ikke forholder sig til det, i hvert fald ikke offentligt.

## Fra den globaliserede verden
Ofte, eksempelvis i rejseguides, støder man på udtrykket clothing optional om strande, hvilket vil sige, at det er valgfrit om man vil have badetøj på eller ej.
Der skelnes også mellem egentlige naturist resorts / hoteller hvor nøgenhed er tvunget og  clothing optional resorts / hoteller hvor det er valgfrit at være nøgen oftest i afgrænsede områder som pool eller tagterrasse.

## Foreninger
Danske Naturister
Dansk Naturist Union